# Näsums kyrka
Näsums kyrka är en kyrkobyggnad i Näsum. Den är församlingskyrka i Näsums församling i Lunds stift.

## Kyrkobyggnaden
På platsen har det tidigare funnits två andra kyrkor. Den första var en romansk kyrka från 1200-talet. Den revs på 1790-talet för att ge plats åt en annan kyrka, uppförd 1793, som senare revs även den för att göra plats åt den nuvarande kyrkan som invigdes 1871 och då hade plats för ca 1000 besökare. Kyrkan ritades av Johan Erik Söderlund.
Den nuvarande kyrkan domineras av nyromanik, nyklassicism och nygotik och har torn samt en tresidig sakristia till absiden. Församlingsrummet har tre skepp.
1962-63 restaurerades kyrkan. Bland annat minskades antalet sittplatser betydligt till ca 500.

## Inventarier
- Altartavlan med Kristus på korset är utförd av Estlands nationalmålare Johann Köler.
- Dopfunten är av trä och skänktes liksom dopfatet av mässing till kyrkan 1681.
- I vapenhuset finns "grekiska lampan" från 1700-talet.
- Orgeln är från 1888.
- Av kyrkklockorna är den lilla från 1300-talet och den stora är gjuten i Karlskrona av Magnus Bergstedt 1766

### Orgel
- 1888 byggde E A Setterquist & Son, Örebro en orgel med 18 stämmor. Orgeln kostade 8 000 kr. Den blev avsynad 21 juli 1888 av kantorn och organisten Lars August Ahlstedt (1821-1903) i Jämshög.[2]
- Den nuvarande orgeln byggdes 1963 av Frede Aagaard. Orgeln har mekanisk traktur och elektrisk registratur. Fasaden är från 1888 års orgel. Orgeln har fria och fasta kombinationer. 1979 renoverades orgeln av A. Mårtenssons Orgelfabrik AB, Lund.

| Ryggpositiv I  | Huvudverk II   | Svällverk III       | Pedal         | Koppel |
| Holzgedackt 8' | Principal 8'   | Rörflöjt 8'         | Subbas 16´    | I/P    |
| Principal 4'   | Gedackt 8'     | Kvintadena 4'       | Oktava 8'     | II/P   |
| Pommer 4'      | Oktava 4'      | Principal 2'        | Borduna 8'    | III/P  |
| Blockflöjt 2'  | Täckflöjt 4'   | Sedecima 1'         | Kvinta 6'     | I/II   |
| Nasat 1 1/3'   | Nasard 3'      | Sexquialtera 2 chor | Oktava 4'     |        |
| Zimbel 2 chor  | Oktava 2'      | Crescendosvällare   | Kvintadena 2' |        |
| Regal 8'       | Mixtur 4 chor  |                     | Mixtur 3 chor |        |
|                | Scharff 3 chor |                     | Fagott 16'    |        |
|                | Trumpet 8'     |                     | Skalmeja 4'   |        |